# Annalen der Botanick. ed. Usteri
Annalen der Botanick. ed. Usteri (abreviado Ann. Bot. (Usteri)) es una revista con ilustraciones y descripciones botánicas que fue editada en Zúrich. Se publicó en 24 partes en los años 1791 - 1800.

## Publicación
- Vols. 1-2 (= pts. 1-6), [1791] 1792-1793; pts. 7-24, 1794-1800